# Piper poasanum
Piper poasanum är en pepparväxtart som beskrevs av C. Dc.. Piper poasanum ingår i släktet Piper och familjen pepparväxter. Inga underarter finns listade i Catalogue of Life.